# Listopad 2017

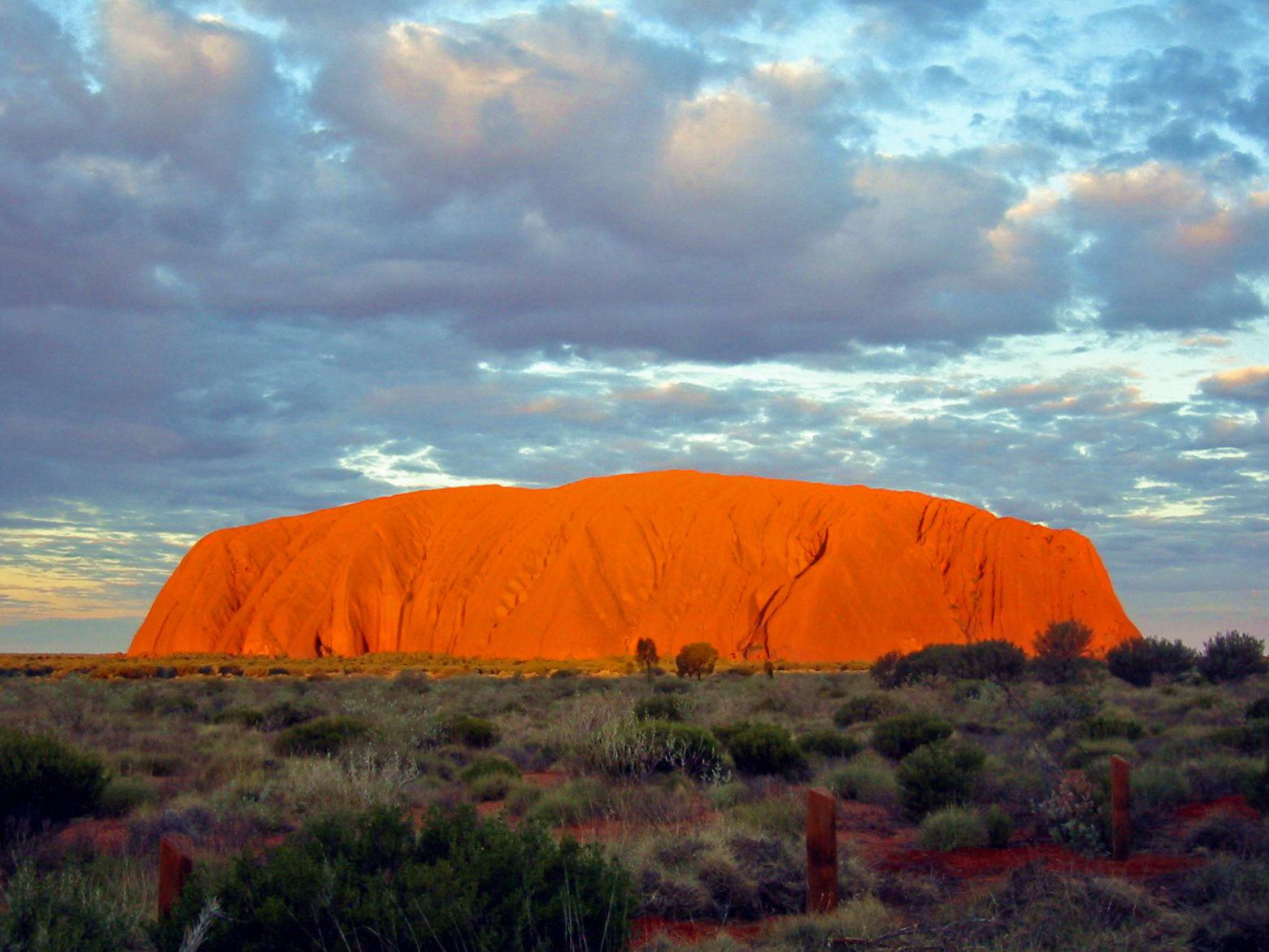
Uluru

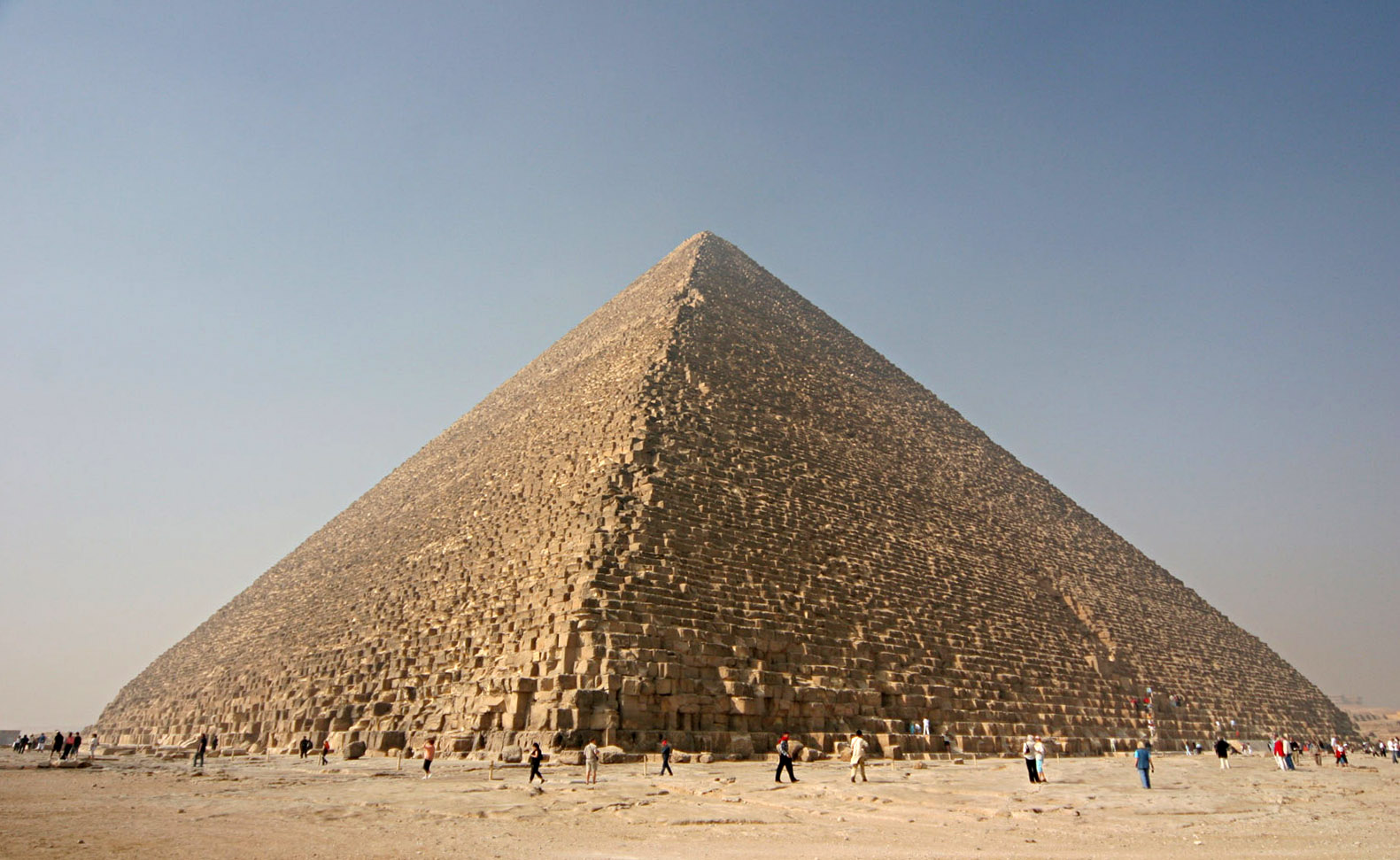
Cheopsova pyramida

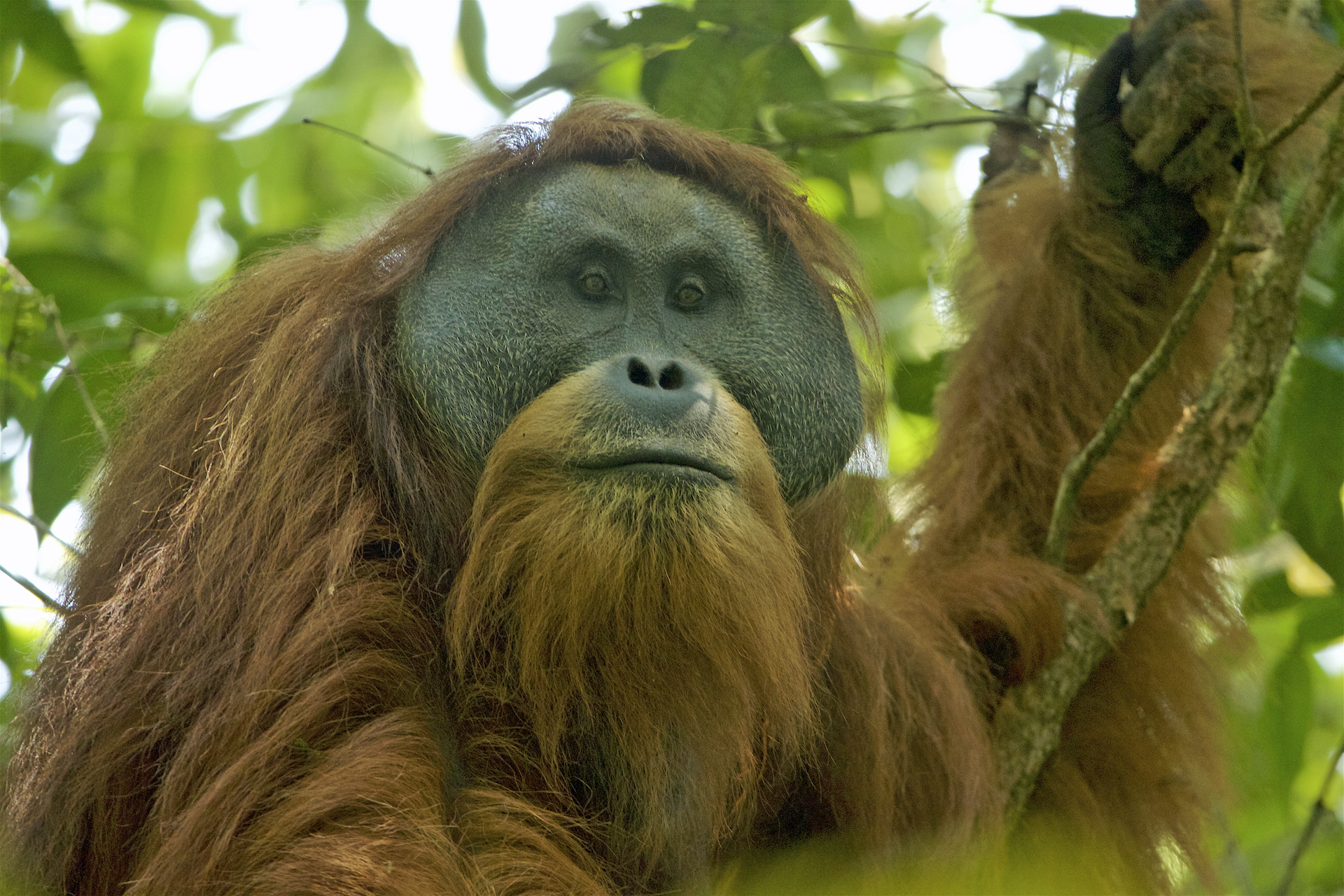
Orangutan tapanulijský

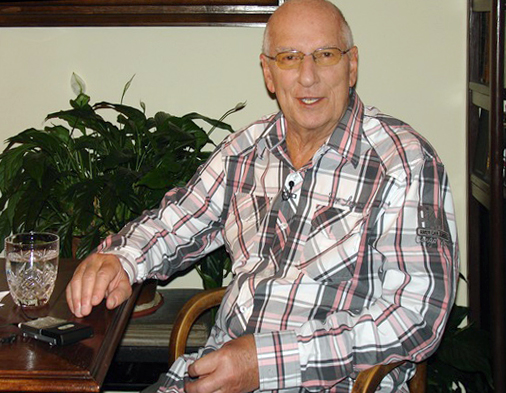
Karel Štědrý

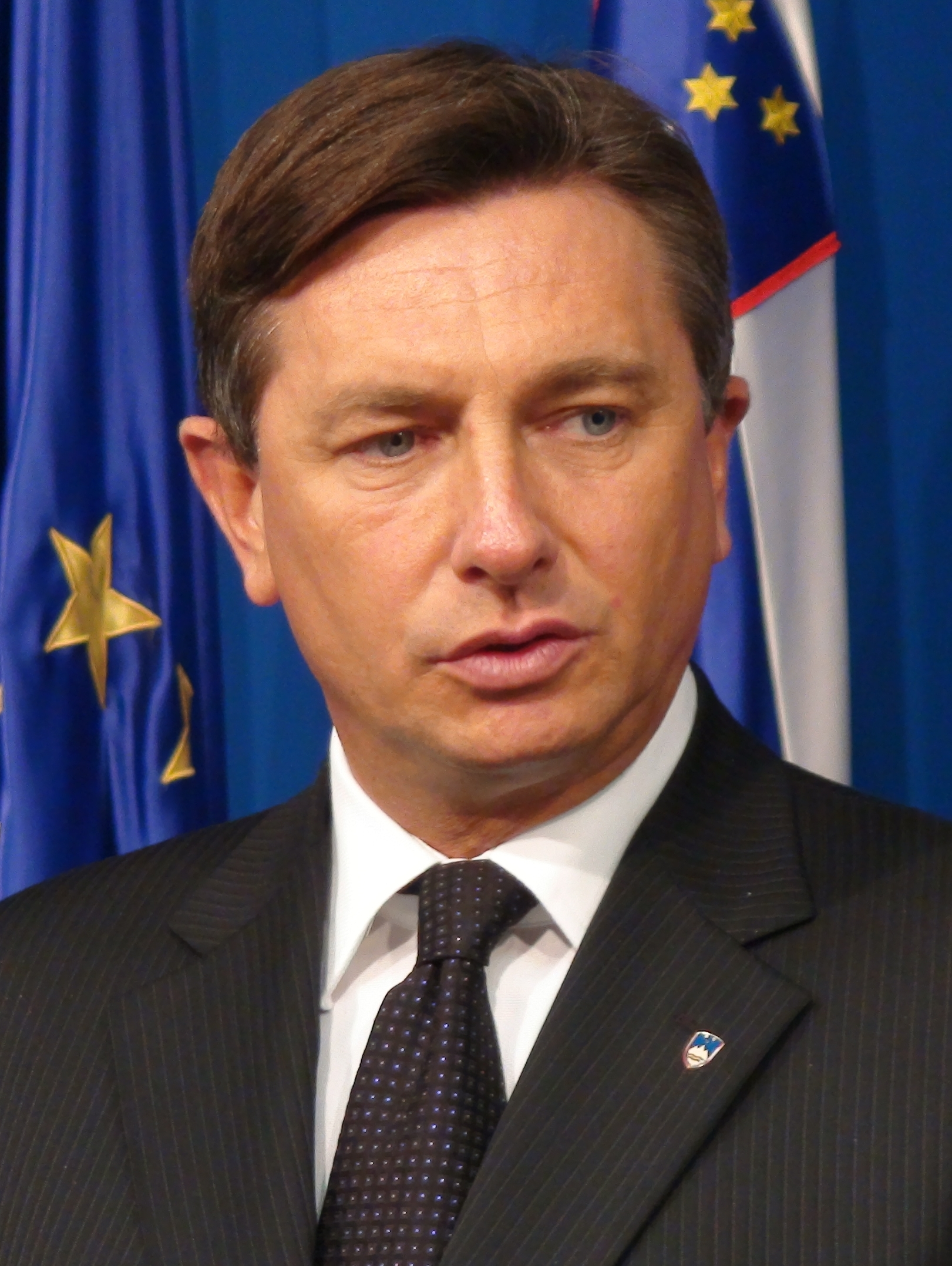
Borut Pahor

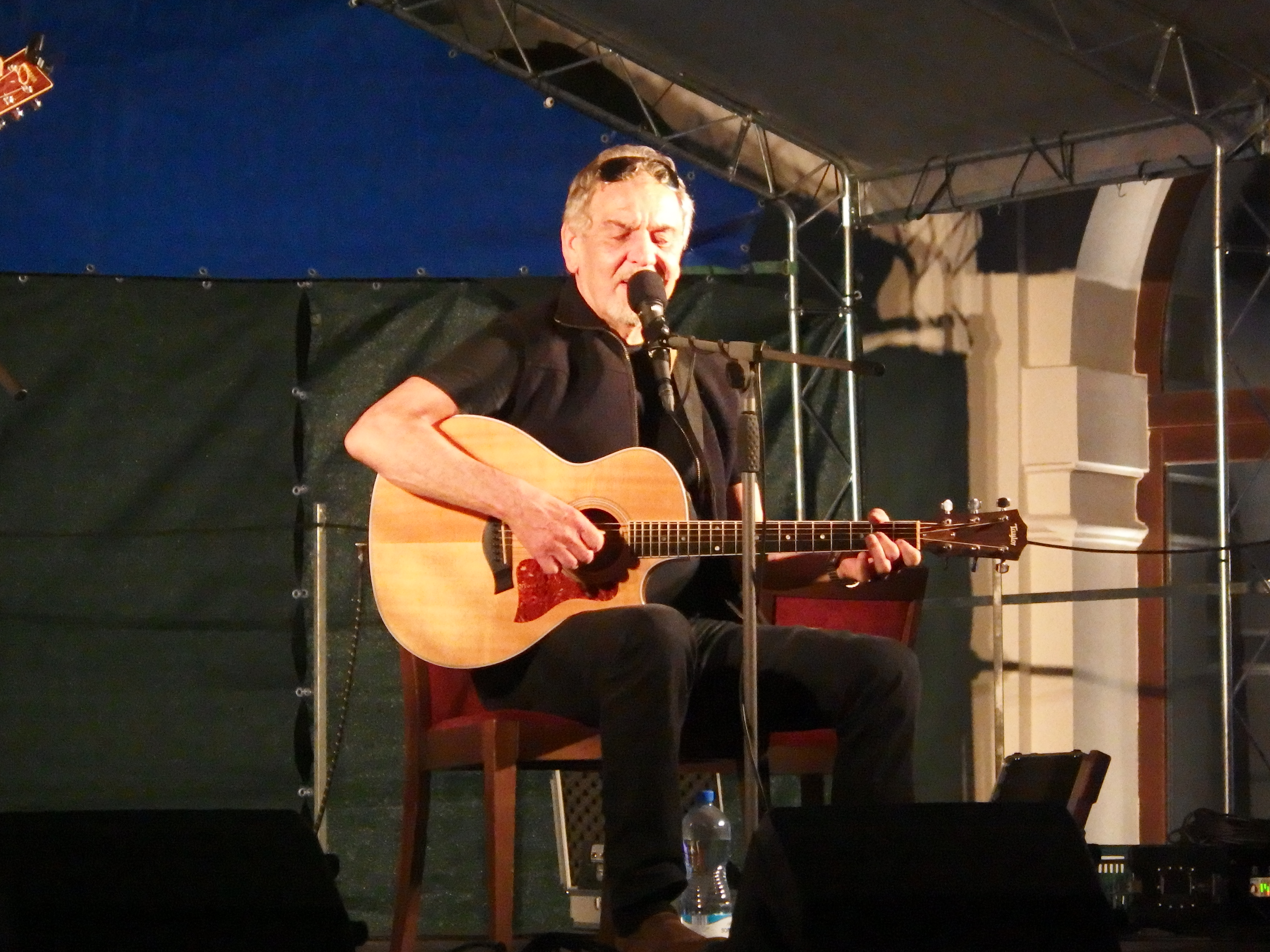
Wabi Daněk

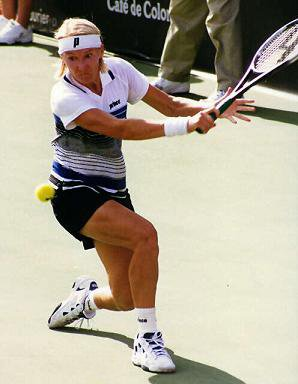
Jana Novotná

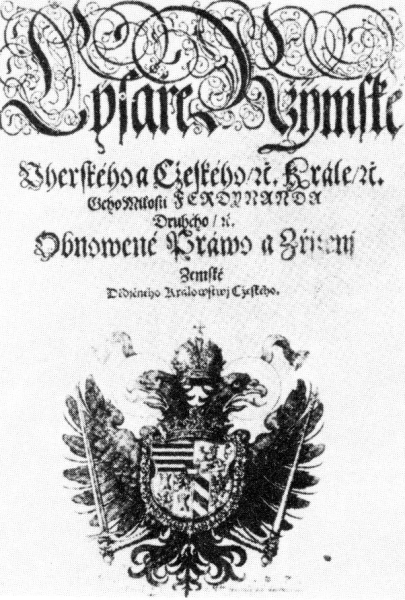
Obnovené zřízení zemské

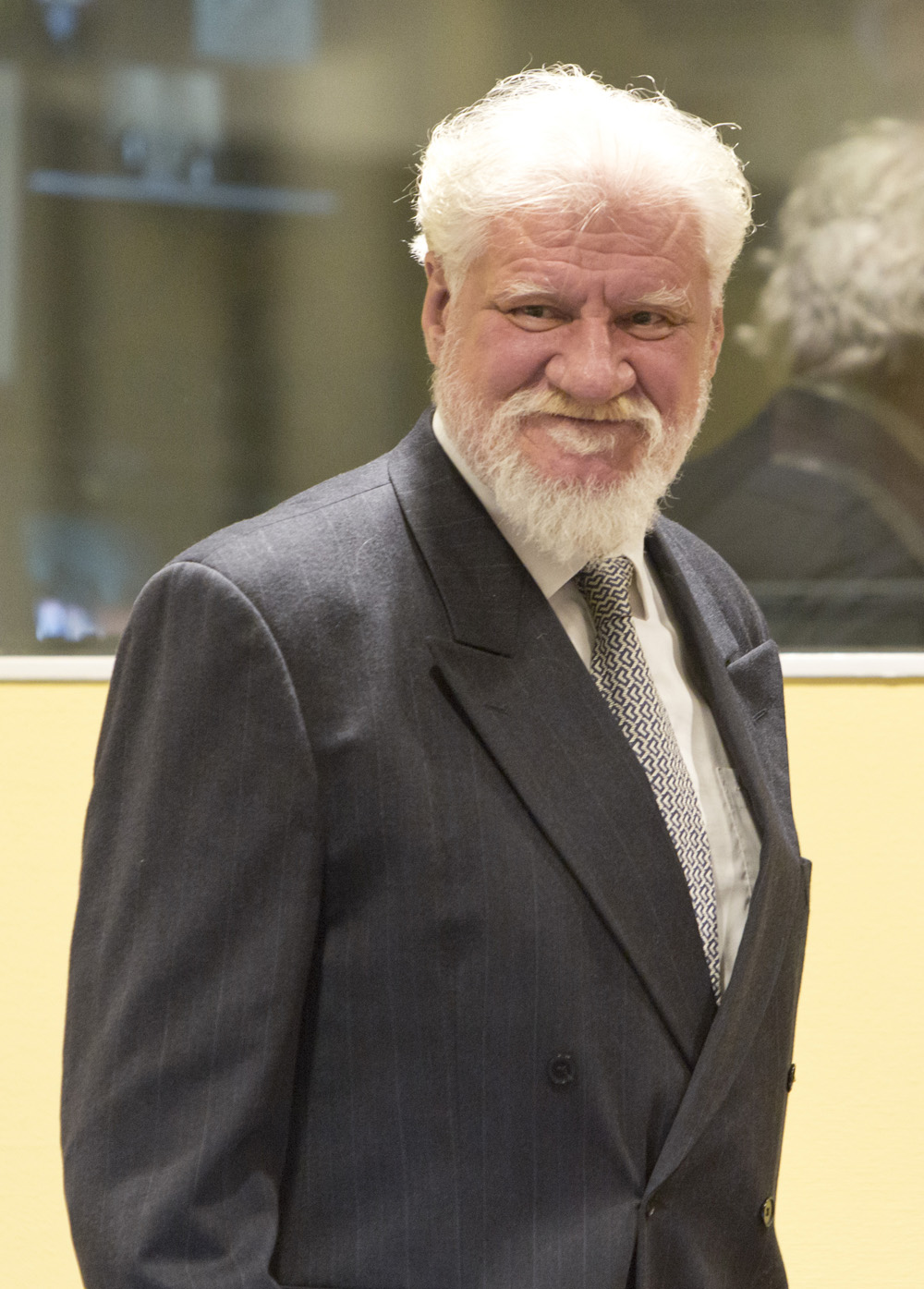
Slobodan Praljak

Toto je archivovaný článek z portálu Aktuality.
1. listopadu – středa
 Rada národního parku Uluru-Kata Tjuta schválila zákaz turistických výstupů na Uluru, která je posvátným místem Aboridžinců.
 Masúd Barzání odstoupil z funkce prezidenta Iráckého Kurdistánu.
2. listopadu – čtvrtek
 Mezinárodní vědecký tým objevil v Cheopsově pyramidě rozsáhlou „prázdnou dutinu“, která může být dosud neprozkoumanou komorou.
 Katalánská krize: Španělsko vydalo zatykač na katalánského premiéra Carlese Puigdemonta.
3. listopadu – pátek
 Syrské ozbrojené síly porazily bojovníky Islámského státu ve městě Dajr az-Zaur, zatímco irácké ozbrojené síly dobyly hraniční přechod Al-Káim v provincii Anbár.
 Nejméně devět lidí bylo zabito při bombovém útoku Fronty an-Nusra na drúzskou vesnici na Golanských výšinách. Izraelské obranné síly deklarovaly ochotu bránit syrskou vesnici před útoky džihádistů.
4. listopadu – sobota
 Nejméně 27 lidí zemřelo po dopadu tajfunu Damrey na Vietnam.
 Libanonský premiér Saad Harírí odstoupil z funkce v obavě z možného atentátu.
5. listopadu – neděle
 Saúdský korunní princ Mohamed bin Salmán nechal zatknout jedenáct princů a desítky ministrů kvůli podezření z korupce.
 Nejméně 26 lidí bylo zabito při útoku střelce na osazenstvo baptistického kostela v texaském městě Sutherland Springs.
6. listopadu – pondělí
 Orangutan tapanulijský, nový druh lidoopa, byl objeven jižně od jezera Toba na indonéském ostrově Sumatra.
7. listopadu – úterý
 Ve věku 80 let zemřel zpěvák a herec Karel Štědrý.
9. listopadu – čtvrtek
 Syrské ozbrojené síly podporované Hizballáhem a ruským letectvem dobyly město Al Búkamál na syrsko-irácké hranici, které bylo poslední pevností Islámského státu v zemi.
10. listopadu – pátek
 Turecká policie zatkla téměř 100 lidí údajně napojených na Islámský stát.
 Filipínský prezident Rodrigo Duterte se veřejně přiznal k další vraždě.
11. listopadu – sobota
 Katalánská krize: Asi 750 000 lidí na demonstraci v Barceloně požadovalo propuštění osmi uvězněných katalánských politiků.
 U východního pobřeží Jižní Korey začalo největší vojenské cvičení od roku 2007, kterého se účastní i americké letadlové lodě Ronald Reagan, Theodore Roosevelt a Nimitz.
12. listopadu – neděle
 Při zemětřesení v Íránu a Iráku zahynulo 530 lidí. Zemětřesení o síle 7,3 stupňů mělo epicentrum u iráckého města Halabdža.
 V prezidentských volbách ve Slovinsku zvítězil dosavadní prezident Borut Pahor.
14. listopadu – úterý
 Slovenská policie zadržela v Žilině dva kamiony, které převážely 78 migrantů z Iráku, Íránu a Sýrie.
15. listopadu – středa
 Při záplavách v Řecku zahynulo nejméně 19 lidí.
 Armáda v Zimbabwe převzala moc v zemi a prezidenta Roberta Mugabeho zadržela v domácím vězení.
 Argentinská armáda ztratila kontakt s ponorkou na cestě z Ushuaia na základnu Mar del Plata. Posádku tvořilo 44 lidí.
16. listopadu – čtvrtek
 Ve věku 70 let zemřel folkový písničkář Wabi Daněk, jehož píseň Rosa na kolejích se stala legendou.
19. listopadu – neděle
 Ve věku 49 let zemřela Jana Novotná (na obrázku), česká tenistka a vítězka Wimbledonu.
 První kolo prezidentských voleb v Chile vyhrál Sebastián Piñera.
20. listopadu – pondělí
 Český prezident Miloš Zeman s manželkou a s početnou delegací odcestoval na pětidenní státní návštěvu Ruska.
 Poprvé od říjnových parlamentních voleb se sešla nová Poslanecká sněmovna.
21. listopadu – úterý
 Ruský prezident Vladimir Putin daroval prezidentu Miloši Zemanovi v Soči jediný kompletní tisk Obnoveného zřízení zemského z roku 1627.
 Jihovýchodně od japonské Okinawy se zřítil letoun Grumman C-2 Greyhound americké armády s 11 lidmi. Letoun mířil na letadlovou loď Ronald Reagan ve Filipínském moři.
 Zimbabwský prezident Robert Mugabe abdikoval.
22. listopadu – středa
 Mezinárodní trestní tribunál pro bývalou Jugoslávii odsoudil bývalého velitele armády Republiky srbské Ratka Mladiće k doživotnímu vězení za válečné zločiny.
 Prezident Miloš Zeman se Moskvě setkal s bývalý sovětským prezidentem Michailem Gorbačovem.
24. listopadu – pátek
 Nejméně 235 lidí bylo zabito a přes 100 lidí zraněno během teroristického útoku na mešitu v egyptském městě Bir al-Abed. Po úvodních bombových útocíchu neznámí islámští extrémisté vešli do mešity a stříleli po modlících se věřících; okolí obklíčili a stříleli po přijíždějících sanitkách.
 Došlo k nejsilnější erupci sopky Popocatépetl od roku 2013.
27. listopadu – pondělí
 Sopka Agung na indonéském ostrově Bali hrozí brzkou silnou erupcí. Úřady nařídily okamžitou evakuaci obyvatel v okruhu 10 km od vulkánu a bylo zavřeno i mezinárodní letiště na ostrově.
28. listopadu – úterý
 Severní Korea z provincie Jižní Pchjongan odpálila balistickou raketu, která po 1 000 km spadla do Japonského moře.
29. listopadu – středa
 Papež František sloužil v myanmarském Rangúnu mši pro 150 000 lidí.
 Někdejší chorvatský generál Slobodan Praljak během líčení Mezinárodního trestního tribunálu pro bývalou Jugoslávii v Haagu spáchal sebevraždu vypitím roztoku kyanidu draselného (cyankali).
30. listopadu – čtvrtek
 Spojené státy americké vyzvaly všechny země, aby ukončily veškeré diplomatické i obchodní styky se Severní Koreou jako reakci na její poslední raketový test. Kvůli tomuto incidentu zasedla v noci i Rada bezpečnosti OSN.
 Cyklón Occhi zabil na Srí Lance a v Indii více než 26 lidí.